# スナックバー (飲食店)

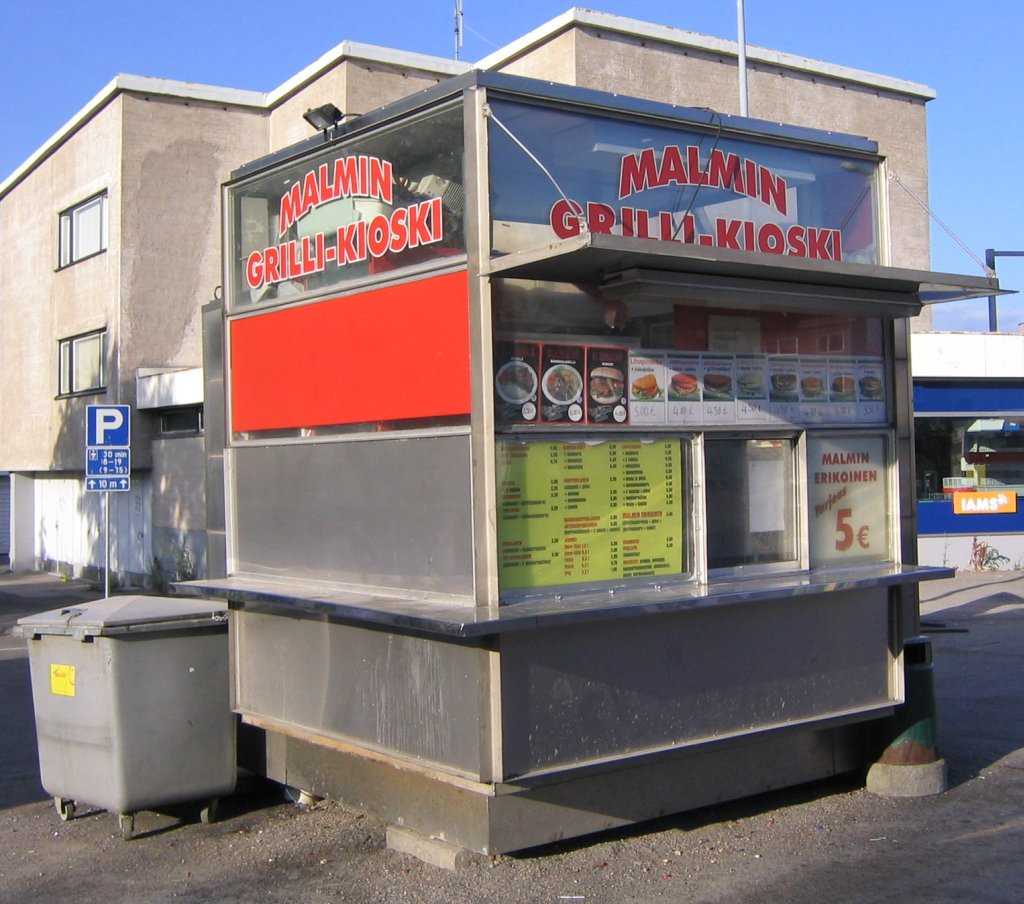
フィンランドのヘルシンキのスナックバー

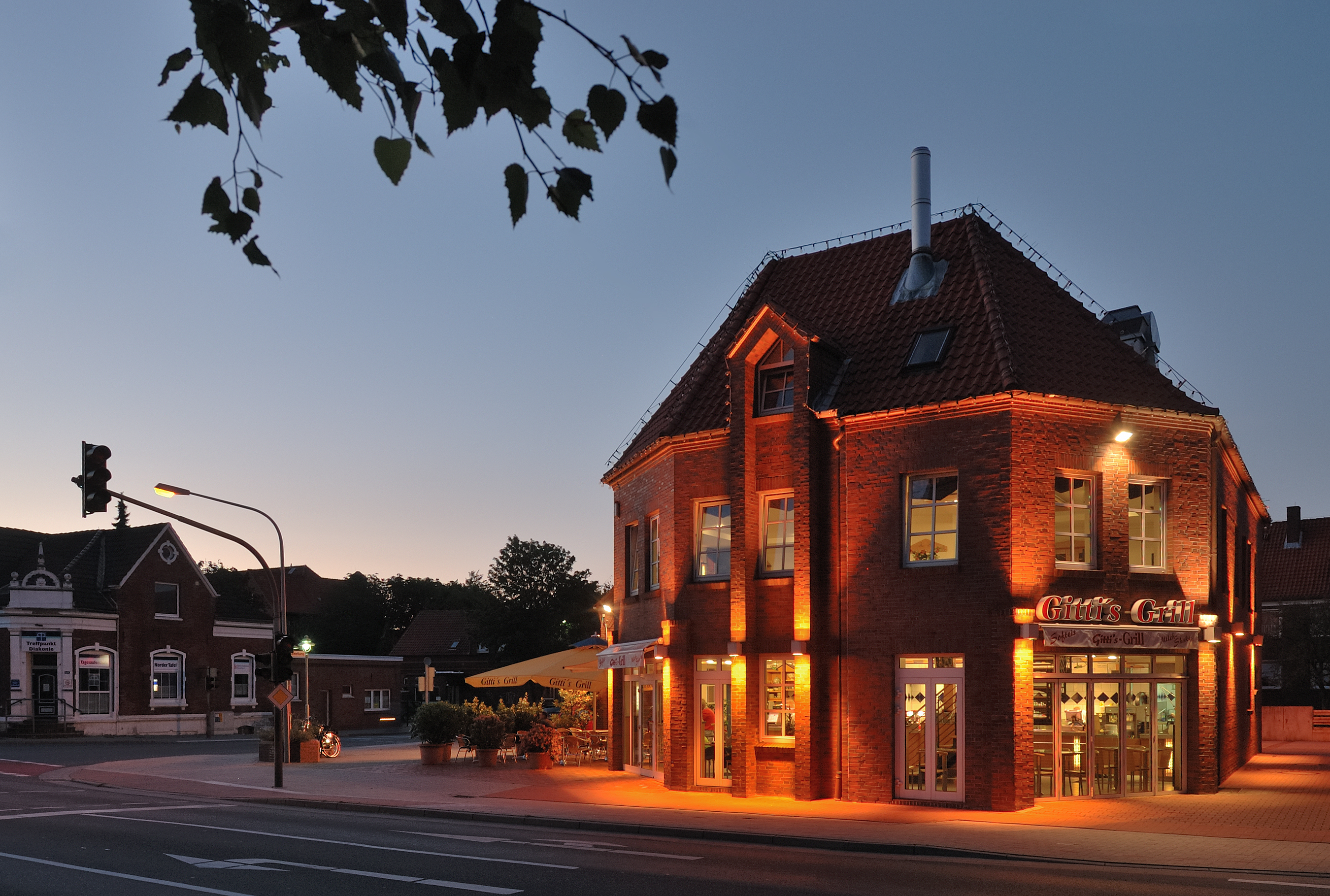
ドイツのスナックバー

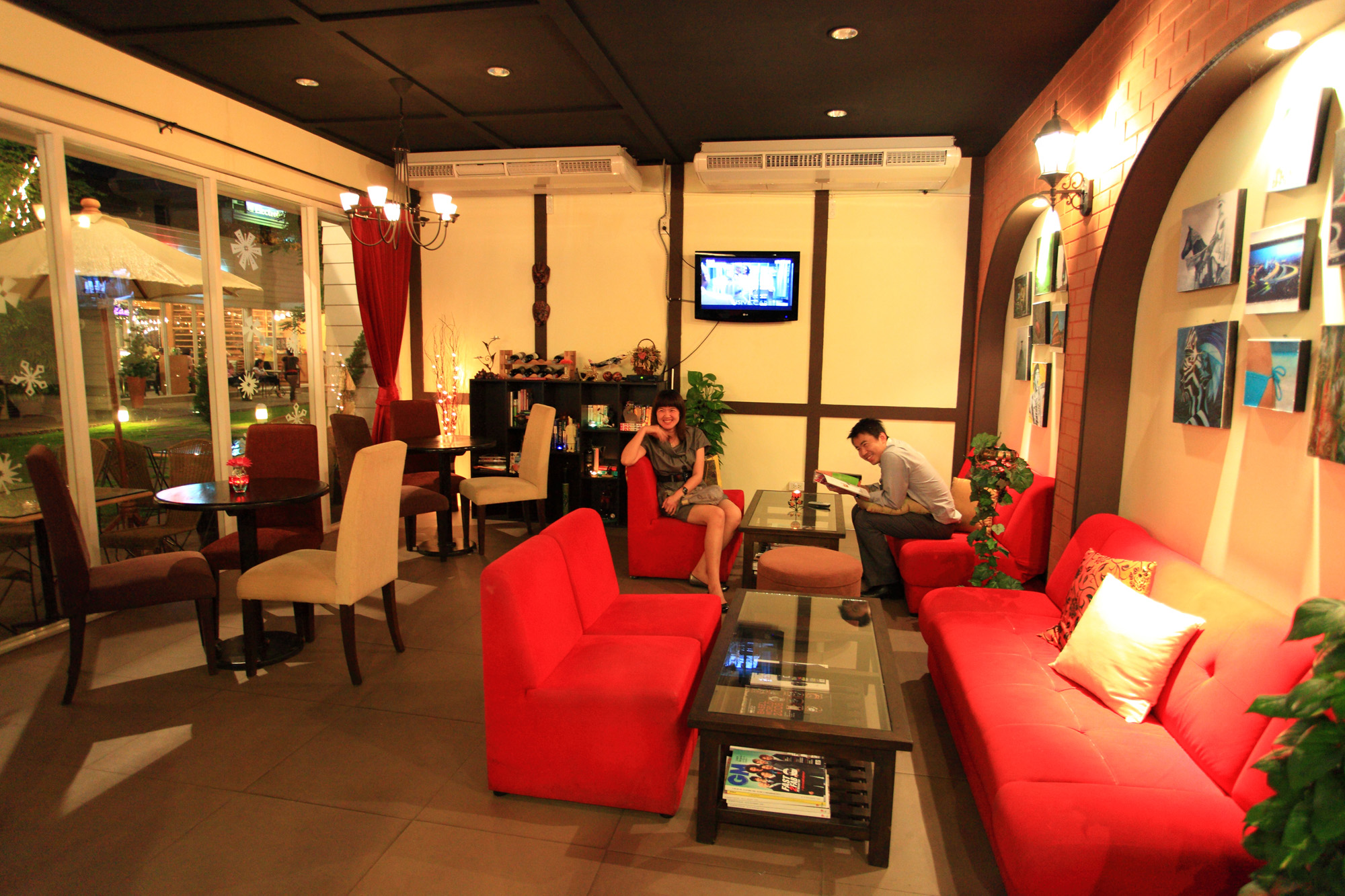
タイのスナックバー

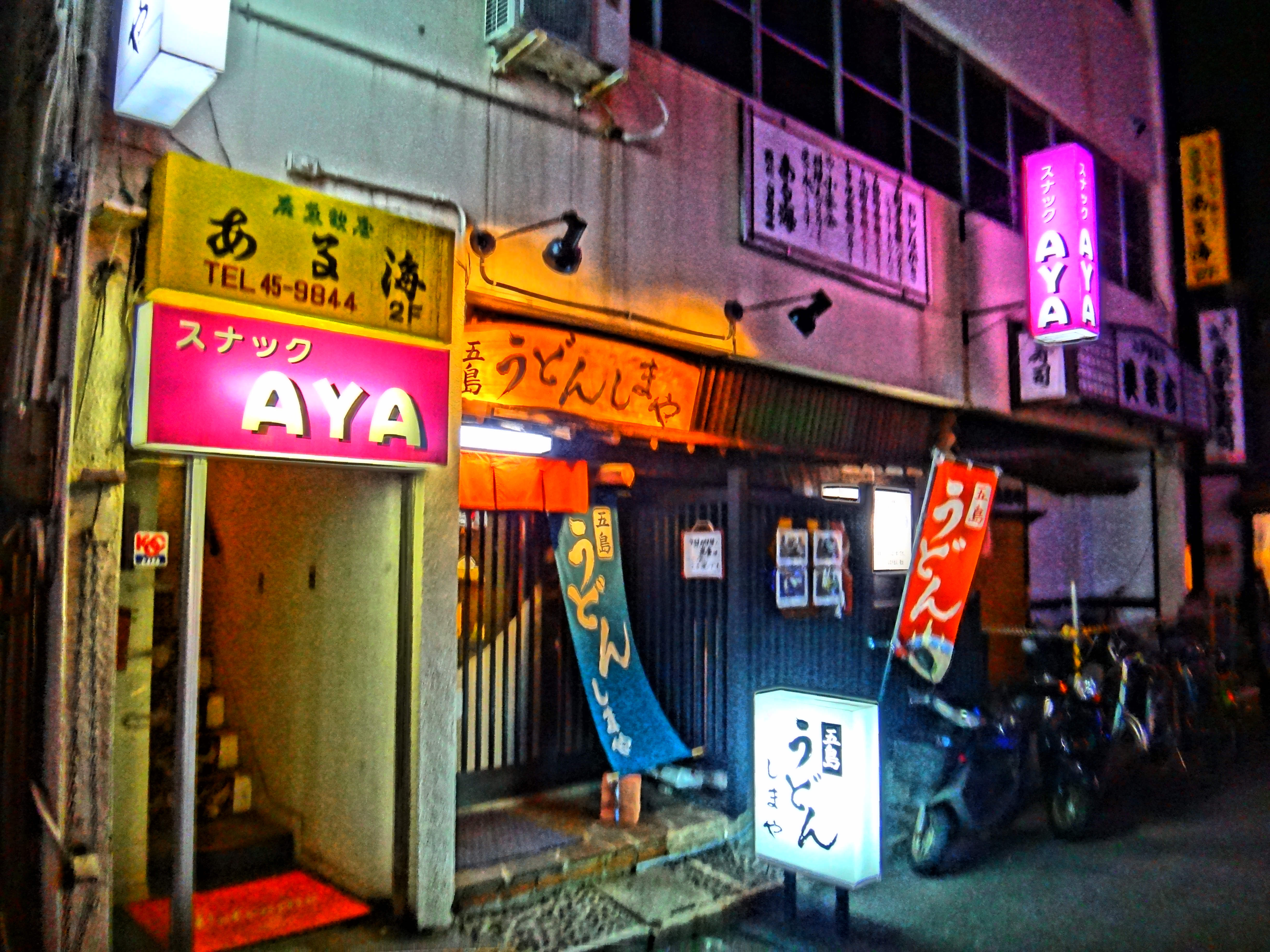
日本のスナック

スナックバー（英: snack bar）は、カウンター付きの飲食店。
日本では高速道路の休憩施設を除いたアルコール飲料を提供する飲食店を指すが、日本以外ではアルコール類を提供しないものも含む。アルコール以外に軽食（スナック）を提供するバーというのが名前の由来。

## 日本のスナックバー

### 形態

#### 深夜における酒類提供飲食店営業
日本では「スナック」と略され、一般に女性がカウンター越しに接客する飲酒店を指す。店の責任者は女性であることが多く、その女性は「ママ」、「ママさん」と呼ばれる。深夜0時以降まで営業している店が多い。客が酒や軽食を口にしながら、「ママ」や店員、あるいは客同士で会話を楽しんだり、カラオケを歌ったりするのが主たるサービス。提供するアルコール類、料理類はあくまでその補助にすぎず、ブランデーなど高価な商品がある一方で、安価な甲類焼酎などが提供されることも多いのが（狭義の）バーとの違いである。
1970年代前半頃までは敢えて今風に言うとカフェバー形態を指し、昼間はパフェなどのデザートメニューも展開していた。マスターとバーテンダーは共に蝶ネクタイ姿、店内の雰囲気はヨーロッパ風のプチモダンな空間を模していた店舗も往々にして存在した。その後、流行の変化で、ファッショナブルな印象のあった「スナック」という名称はそのままに、客層の高齢化とともに、業態も現在のように変化した。

#### 接待飲食等営業
テーブルにソファー掛けで女性が男性客の横で接待する店は、関西や九州では「ラウンジ」と呼ばれ、さらに高級店は「クラブ」と呼ばれる。ただし、こちらは法律上、風俗営業となり、深夜0時以降の営業はできない。

#### スナックコーナー
高速道路のサービスエリア・パーキングエリアでは、レストランと違って軽食を提供する場を指す。フードコートと同義に使われている。

### 歴史
第二次世界大戦後、バーやキャバレーといった業態は、風営法における「風俗営業」のうち、接待飲食等営業の1号営業として位置付けられた。同法の規定により、原則として24時を越えての深夜営業が不可能となった。
そこで、深夜営業が可能な「スナック・バー」が誕生し、各地に広まった。スナック・バーは1号営業のように「接待」ができず、カウンターの内側から「接客」するにとどまる。

### 法律上の位置づけ
「食品衛生法」に基づき、所在地を管轄する保健所に飲食店営業の許可を得て営業している。
午前0時以降、アルコール類を提供する場合は、別途「風俗営業等の規制及び業務の適正化等に関する法律（風適法）」に基づき、各都道府県の公安委員会に対し深夜酒類提供飲食店営業の届出をしなければならない。なお、深夜酒類提供飲食店と風俗営業は兼ねることはできないので、風適法上の接待はできない。そのため、カウンター越しに接客をしている。

### スナックが舞台の作品
- 小さなスナック - パープル・シャドウズの楽曲
- スナックJUJU 〜夜のRequest〜 - JUJUのカバーアルバム
- 玉袋筋太郎のナイトスナッカーズ - 日本BS放送のバラエティー番組
- スナック幸子 - フジテレビオンデマンドの小林幸子のバラエティー番組
- スナックエリー - 大宮エリーのトーク番組
- スナック喫茶エデン - リリーフランキーのフジテレビ バラエティー番組
- ウタフクヤマ - フジテレビ リリーフランキーと福山雅治のトークバラエティー
- リリー・フランキー「スナック ラジオ」 - エフエム東京のラジオ番組
- 『夜の赤塚不二夫』- スナックを舞台にしたの漫画作品
- 『スナック キズツキ』 - 益田ミリの漫画
- 『スナックバス江』 - フォビドゥン澁川の漫画
- 『スナックあけみ』 - 成人映画

### スナックの風景

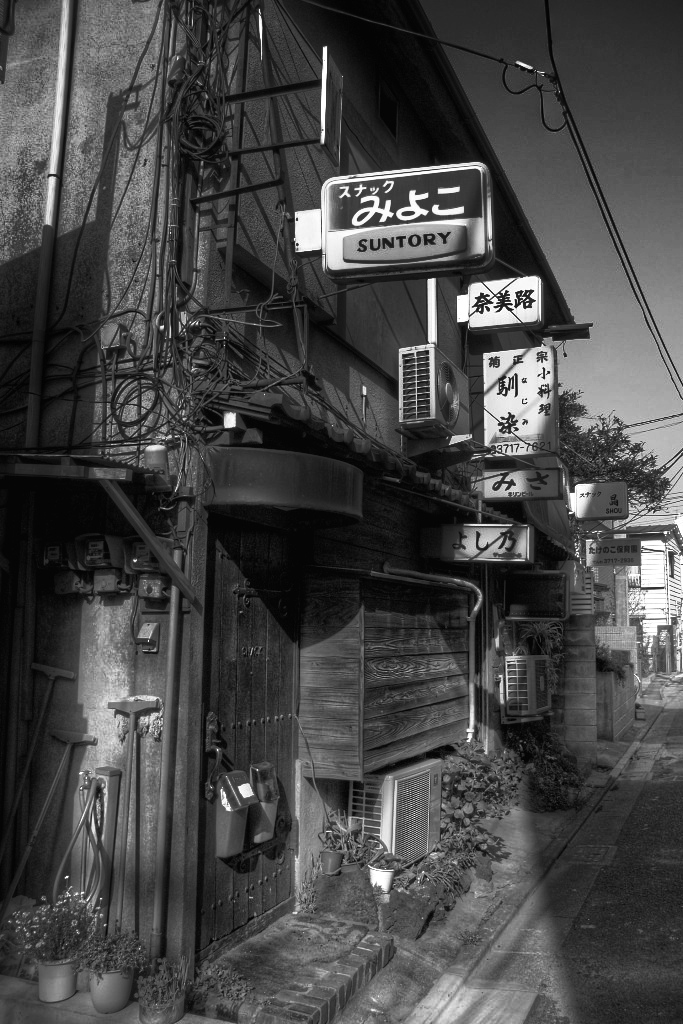
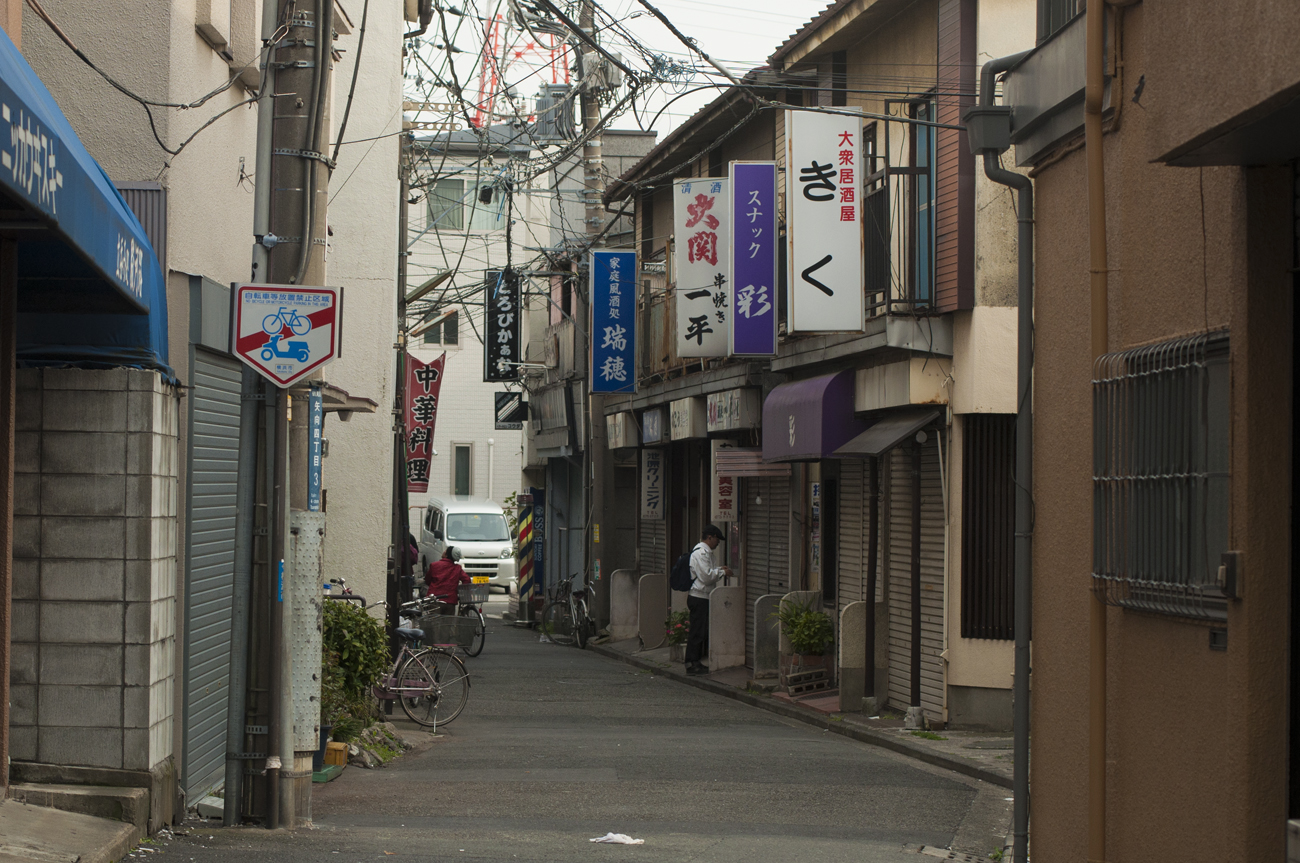
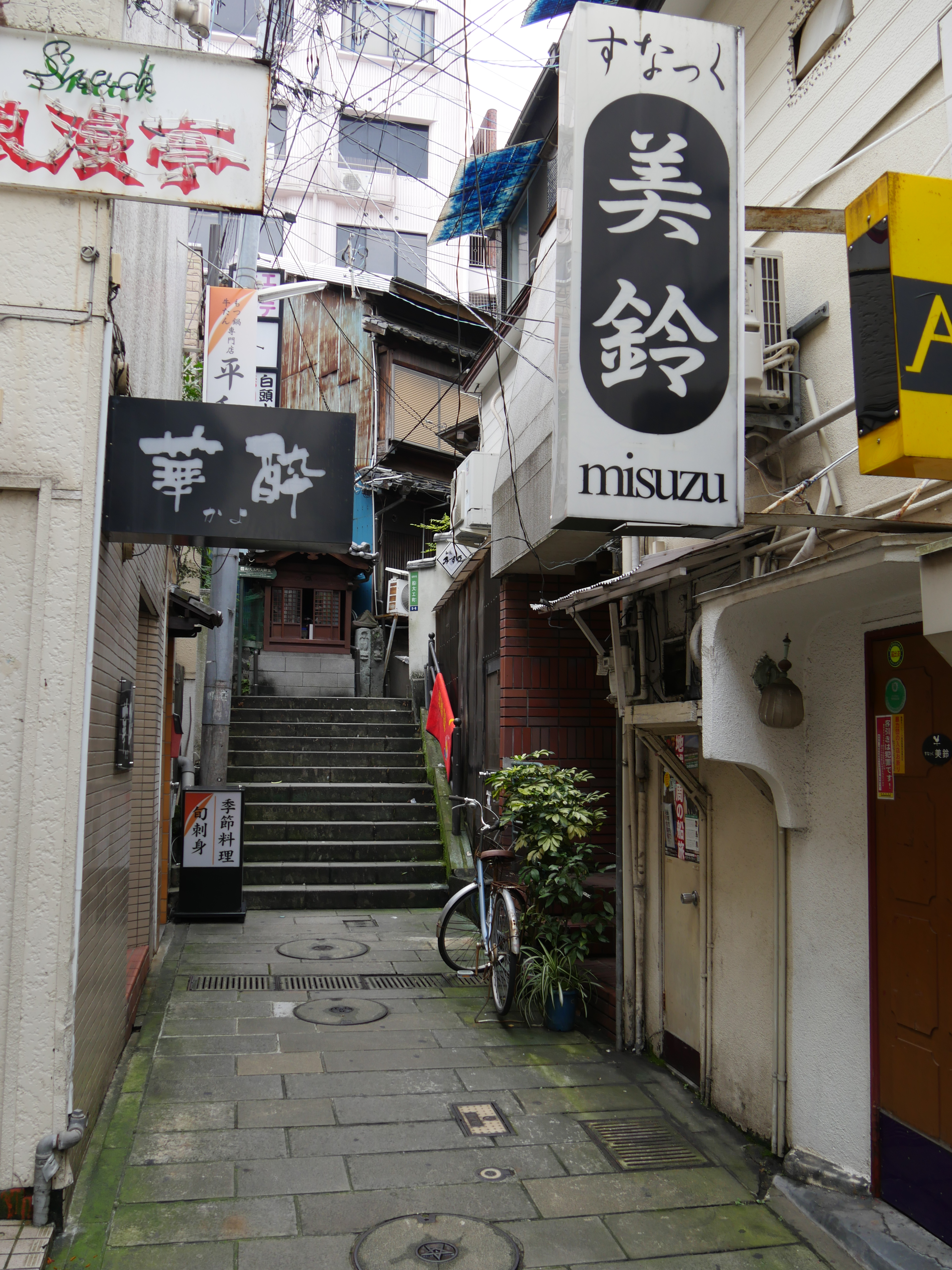
ノスタルジックなスナック街
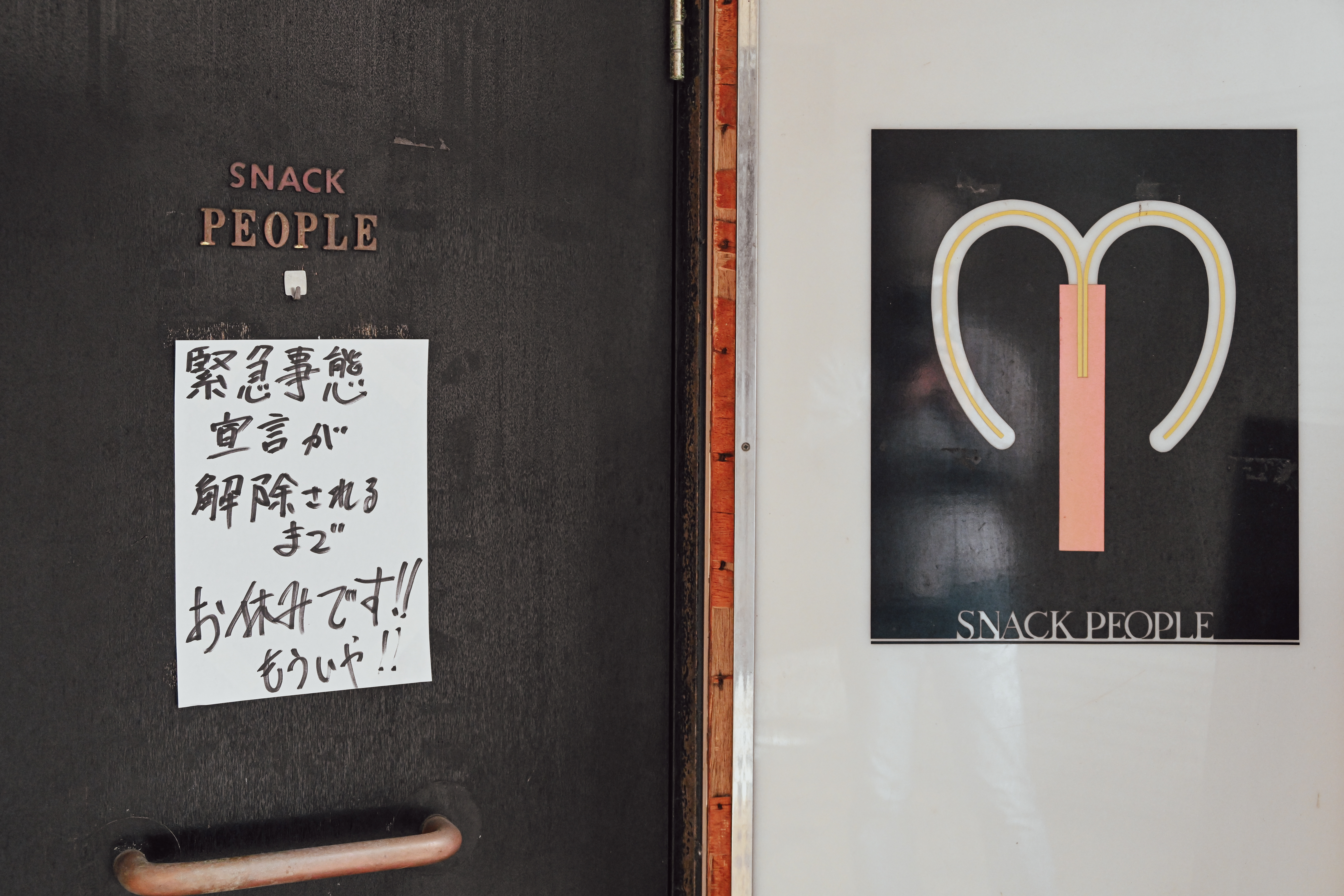
新型インフルエンザ等対策特別措置法に基づく休業 (2020年-2021年）